# オフェンシブガード

オフェンシブガードのポジション例

オフェンシブガード (OG)は、アメリカンフットボール、カナディアンフットボールの攻撃ラインのポジションであり、レシーバーの資格のない攻撃ラインの内、センターの両隣、オフェンシブタックルから1人内側に位置するポジションである。

## 役割
ガードはパスプレーでは侵入してくる守備陣をブロックし、クォーターバックを守り、ランプレーではボールキャリアが走るルートを作る役割を負う。ガードはレシーバー資格が無いため、守備の選手がボールに触れた場合、ファンブルをリカバーする場合、有資格レシーバーに触れた後を除き、ボールに触れることはできない。

## 背番号
オフェンシブラインの背番号は60番から79番と規定されている。